# Jiao Liuyang
Jiao Liuyang (em chinês:  焦 刘洋; Harbin, 6 de agosto de 1991) é uma nadadora chinesa que sagrou-se campeã olímpica nos Jogos de Londres de 2012, na prova dos 200 metros borboleta.